# Mehamn
Mehamn è un villaggio della Norvegia, situato nella municipalità di Gamvik, nella contea di Finnmark.